# Chileotrecha romero
Espèce
Synonymes
- Mummucina romero Kraus, 1966

Chileotrecha romero est une espèce de solifuges de la famille des Ammotrechidae.

## Distribution
Cette espèce est endémique du Chili. Elle se rencontre vers Romero.

## Étymologie
Son nom d'espèce lui a été donné en référence au lieu de sa découverte, Romero.

## Systématique et taxinomie
Cette espèce a été décrite sous le protonyme Mummucina romero par Kraus en 1966.
Elle est placée dans le genre Chileotrecha par Botero-Trujillo et Iuri en 2015.

## Publication originale
- Kraus 1966 : Solifugen aus Chile (Arach.). Senckenbergiana Biologica, vol. 47, p. 181-184.